# Inmigración mexicana en Filipinas
La inmigración mexicana en las Filipinas, data desde la época colonial española. En Filipinas hay 400 mexicanos residiendo actualmente. La comunidad mexicana se ha establecido en aquellas islas desde hace muchos años atrás. La migración de México fue importante, desde la época colonial y cuando Filipinas comerciaba con este país, durante el Virreinato de la Nueva España, los mestizos mexicanos se mezclaron con los pobladores de las islas, en cantidad similar a la de España y Estados Unidos, sumando mayor número de apellidos de origen español.

## Historia

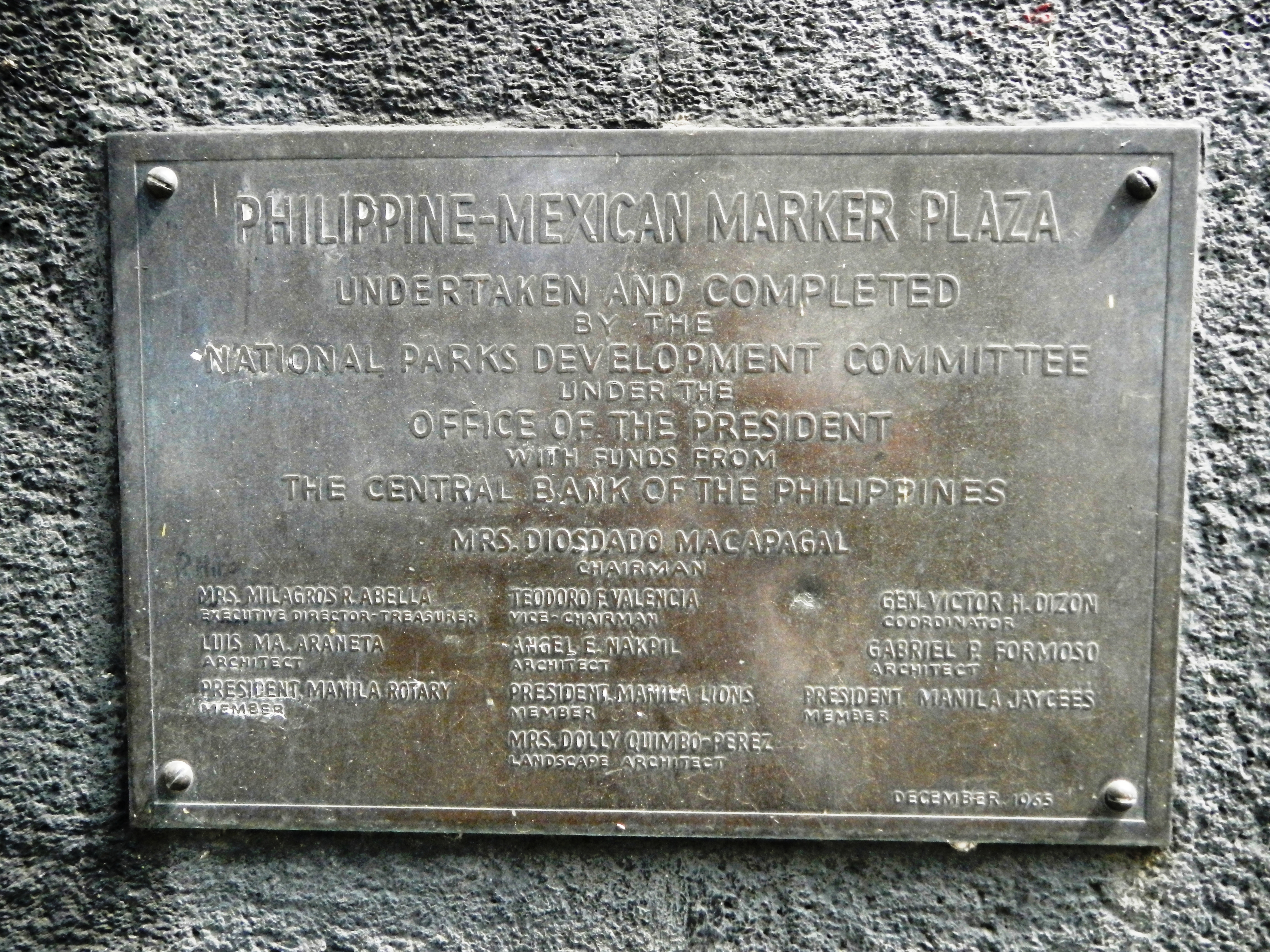
Monumento en la Plaza México de Manila.

Las Filipinas y México formaron parte del imperio español, experiencia que dejó una profunda huella en ambas sociedades. Una vez que España comenzó su largo período de decadencia en el siglo XIX, Filipinas y México pasaron a formar parte de la esfera de influencia del emergente coloso del norte, como los Estados Unidos. México como vecino desconfiado y temeroso de las intervenciones norteamericanas y Filipinas como territorio colonial sujeto a los designios de Washington D. C.
En la época colonial, estas islas formaron parte del virreinato de Nueva España, junta con las demás áreas del Pacífico con las islas Marianas y las Carolinas y en corto periodo el norte de Taiwán. Además los españoles realizaron rutas comerciales desde México hasta las Filipinas, el puerto principal del actual México para iniciar sus partidas era Acapulco y el destino final Manila, la capital actual de las Filipinas. Las naves españolas a estas rutas, era conocidas como el galeón de Manila.
Tras la llegada de los inmigrantes mexicanos a las Filipinas, pertenecían a diferentes grupos étnicos como la indígena y los mestizos y criollos principalmente, quienes se mezclaron con la población local y además sumando descendientes de apellidos de origen español. La construcción de la fortaleza militar de Zamboanga, contó con la ayuda de estos inmigrantes mexicanos quienes ya se habían instalado en las islas. El legado mexicano en las Filipinas, que consiste un mestizaje entre la cultura española y la indígena de origen maya y náhuatl, se ha quedado marcado en estas islas. Si bien muchas palabras de origen náhuatl, hablado por los indígenas descendientes de los aztecas, se encuentran acuñadas en algunas lenguas locales de Filipinas.
Según Stephanie Mawson en su tesis de maestría en Filosofía titulada "Between Loyalty and Disobedience: The Limits of Spanish Domination in the Seventeenth Century Pacific", en el siglo XVII había miles de colonos americanos enviados a Filipinas por los españoles por año y en esa época, en este marco, los españoles habían enviado en total 15.600 colonos desde Perú y México. mientras que sólo había 600 españoles de España, eso complementó una población filipina de sólo 667.612 personas. Debido al bajo recuento de población inicial, las personas de ascendencia americana y española se extendieron rápidamente por todo el territorio.
El libro ""Intercolonial Intimacies Relinking Latin/o America to the Philippines, 1898–1964, de Paula C. Park" citando "Forzados y reclutas: los criollos novohispanos en Asia (1756-1808)" dio un número mayor de soldados-inmigrantes mexicanos posteriores a Filipinas, fijando el número en 35.000 inmigrantes en el siglo XVIII, en una población filipina que era sólo alrededor de 1,5 millones, formando así gran parte de la población.
Tras la difusión del catolicismo en las islas, también los inmigrantes mexicanos llevaron la sagrada imagen de la Virgen de Guadalupe, instalándola en un templo de Intramuros en Manila. Declarándola también patrona de las Filipinas. Actualmente la entrada de Filipinas en la APEC, ha fortalecido los nexos con países de habla española, entre ellos como México, país en que las islas comparte una historia común y otros países de habla española como Perú y Chile.